# باول سميث (لاعب كرة قدم مواليد 1976)
باول سميث (بالإنجليزية: Paul Smith)‏ هو لاعب كرة قدم بريطاني في مركز الوسط، ولد في 22 يناير 1976 في Easington, County Durham ‏ في المملكة المتحدة. لعب مع أولدهام أثلتيك وشيفيلد وينزداي وكيدرمينستر هاريرز ونادي بيرنلي ونادي شيفيلد ونادي هارتلبول يونايتد.

## وصلات خارجية
- بول سميث على موقع قاعدة بيانات كرة القدم.إي يو (الإنجليزية)
- بول سميث على موقع Soccerbase.com (لاعب) (الإنجليزية)